# Лан-Юг (кантон)
Лан-Юг (фр. Laon-Sud) — упраздненный кантон во Франции, регион Пикардия. Департамент кантона — Эна. Входил в состав округа Лан. Население кантона на 2011 год составляло 23 457 человек.
Код INSEE кантона — 0238. Всего в кантон Лан-Юг входило 20 коммун, из них главной коммуной являлся Лан.

## Коммуны кантона
В состав кантона входили коммуны (население по данным Национального института статистики за 2011 г.):
- Арранси — население 53 чел.
- Ати-су-Лан — население 2 631 чел.
- Брюйер-э-Монберо — население 1 572 чел.
- Бьевр — население 71 чел.
- Велю — население 260 чел.
- Ворж — население 385 чел.
- Класи-э-Тьерре — население 341 чел.
- Лан (частично) — население 14 861 чел.
- Моншалон — население 63 чел.
- Нувьон-ле-Винё — население 159 чел.
- Оржеваль — население 71 чел.
- Парфондрю — население 348 чел.
- Плуайяр-э-Ворсен — население 22 чел.
- Прель-э-Тьерни — население 394 чел.
- Самусси — население 327 чел.
- Фестьё — население 640 чел.
- Шере — население 123 чел.
- Шиви-лез-Этувель — население 504 чел.
- Эп — население 411 чел.
- Этувель — население 221 чел.

## Экономика
Структура занятости населения (без учета города Лан):
- сельское хозяйство — 4,6 %
- промышленность — 9,9 %
- строительство — 28,7 %
- торговля, транспорт и сфера услуг — 38,9 %
- государственные и муниципальные службы — 17,9 %

## Политика
На президентских выборах 2012 г. жители кантона отдали в 1-м туре 30,8 % голосов Франсуа Олланду против 23,9 % у Николя Саркози и 21,6 % у Марин Ле Пен, во 2-м туре в кантоне победил Олланд, получивший 55,7 % (2007 г. 1 тур: Саркози — 28,4 %, Сеголен Руаяль — 26,8 %; 2 тур: Руаяль — 50,2 %). На выборах в Национальное собрание в 2012 г. по 1-му избирательному округу департамента Эна они поддержали кандидата правых Од Боно, получившую 27,5 % голосов в 1-м туре и 39,0 % — во 2-м туре (из трех кандидатов).
|  | Кандидат       | Партия                    | % голосов |
|  | -------------- | ------------------------- | --------- |
|  | Тьерри Делеро  | Социалистическая партия   | 55,52     |
|  | Жан-Клод Ламан | Союз за народное движение | 44,48     |